# Космос-96
Космос 96 (или 3МВ — 4 № 6) — советский космический аппарат, предназначенный для исследования Венеры. Космический аппарат 3МВ — 4, был запущен в рамках программы «Венера». «Космос-96» должен был совершить облёт Венеры, однако из-за неудачного запуска он не смог покинуть низкую околоземную орбиту.

## Задачи
Это был последний из трёх космических кораблей, созданных для полёта к Венере. Космический аппарат 3МВ — 4 № 6 первоначально был построен для полета на Марс, его запуск которого был запланирован на конец 1964 года. Но в связи с отменой запуска на Марс, космический аппарат был перепрофилирован вместе с двумя другими кораблями (Венера-2 и Венера-3), которые были запущены к Венере для исследования планеты.

## Запуск
Для запуска аппарата была использована ракета-носитель «Молния». Запуск произошёл с площадки 31/6 на космодроме Байконур в 03:22 по Гринвичу 23 ноября 1965 года. В конце цикла работы третьей ступени произошёл разрыв топливопровода, в результате чего взорвалась одна из камер сгорания двигателя. Ракета вышла из-под контроля, и в результате четвёртая ступень (Блок-Л), не смог отработать. Космический аппарат был выведен на низкую околоземную орбиту с перигеем 227 километров, апогеем 310 километров, наклонением 51,9° и периодом обращения 89,8 минуты. Космос-96 разрушился при входе в атмосферу Земли 9 декабря 1965 года.